# 51e armée (Japon)
La 51e armée (第51軍, Dai-go-jū-ichi gun) est une unité de l'armée impériale japonaise basée dans la préfecture d'Ibaraki à la toute fin de la Seconde Guerre mondiale.

## Histoire
La 51e armée est initialement créée le 18 avril 1945 et placée sous le contrôle de la 12e armée régionale dans le cadre des tentatives désespérées du Japon d'empêcher une invasion américaine du centre de Honshū durant l'opération Downfall. Elle est basée à Tsuchiura dans la préfecture d'Ibaraki et a pour principale mission de garder les plages au nord de Tokyo et de la région de Kantō pour éviter qu'elles ne servent de tête de pont aux Alliés. Elle est principalement composée de réservistes sous-entraînés, d'étudiants conscrits, et de miliciens locaux des corps combattants des citoyens patriotiques.
Elle est dissoute au moment de la reddition du Japon le 15 août 1945 sans avoir combattu.

## Commandement
|                   | Nom                             | De           | À                  |
| ----------------- | ------------------------------- | ------------ | ------------------ |
| Commandant        | Lieutenant-général Kengoro Noda | 8 avril 1945 | 15 août 1945       |
| Chef d'État-major | Major-général Yoshio Sakai      | 6 avril 1945 | 1er septembre 1945 |